# Табунка
Табунка — река в Чарышском районе Алтайского края России. Длина реки составляет 13 км.
Начинается к северо-западу от горы Каменушка. Течёт в общем юго-западном направлении. Основные притоки — Каменный и Чирков, оба впадают слева. Впадает в Чарыш на территории села Чарышского.

## Данные водного реестра
По данным государственного водного реестра России относится к Верхнеобскому бассейновому округу, водохозяйственный участок реки — Обь от слияния рек Бия и Катунь до города Барнаул, без реки Алей, речной подбассейн реки — бассейны притоков (Верхней) Оби до впадения Томи. Речной бассейн реки — (Верхняя) Обь до впадения Иртыша.
Код водного объекта — 13010200312115100009358.